# Solms-laubachia incana
Solms-laubachia incana är en korsblommig växtart som först beskrevs av Pavel Nikolaevich Ovczinnikov, och fick sitt nu gällande namn av J.P. Yue, Al-shehbaz och Hang Sun. Solms-laubachia incana ingår i släktet Solms-laubachia och familjen korsblommiga växter. Inga underarter finns listade i Catalogue of Life.